# 瀬戸市立品野台小学校
瀬戸市立品野台小学校（せとしりつ しなのだいしょうがっこう）は、愛知県瀬戸市上品野町1234にある公立の小学校。瀬戸市立品野中学校の学区に含まれている。学区内には名古屋学院大学瀬戸キャンパスや品野台カントリークラブなどがある。

## 地理
品野地区は瀬戸市街地から国道248号を北東に約4㎞進んだ場所にある。岐阜県の東濃地方との境界にあり、北側には愛知高原国定公園がある。尾張地方最高峰の三国山（701メートル）も学区内であり、三国山は尾張国・三河国・美濃国の三国境となっている。紅葉の時期には多くの観光客が訪れる岩屋堂までも遠くない。

## 歴史
- 1975年（昭和50年）4月1日 - 創立。

### 前身の学校時代（上品野小学校）
前身の学校は1873年（明治6年）に六ヶ村組合立同帰学校として創立。1941年（昭和16年）には品野町上品野国民学校に改称し、1947年（昭和22年）には品野町立上品野小学校に改称。1959年（昭和34年）に品野町が瀬戸市に編入され、瀬戸市立上品野小学校に改称した。当時の住所は上品野町725。

### 旧校地時代
戦後の第一次ベビーブームで瀬戸市立下品野小学校の児童数が増加したため、上品野小学校区に下品野小学校区であった中品野地区の一部と併せ、1975年（昭和50年）4月1日に旧上品野村中心地から高台に瀬戸市立品野台小学校として開校した。開校した1975年度（昭和50年度）の児童数は402人、1977年度（昭和52年度）の児童数は411人、1987年度（昭和62年度）の児童数は297人、1997年度（平成9年度）の児童数は206人だった。

### 現校地時代

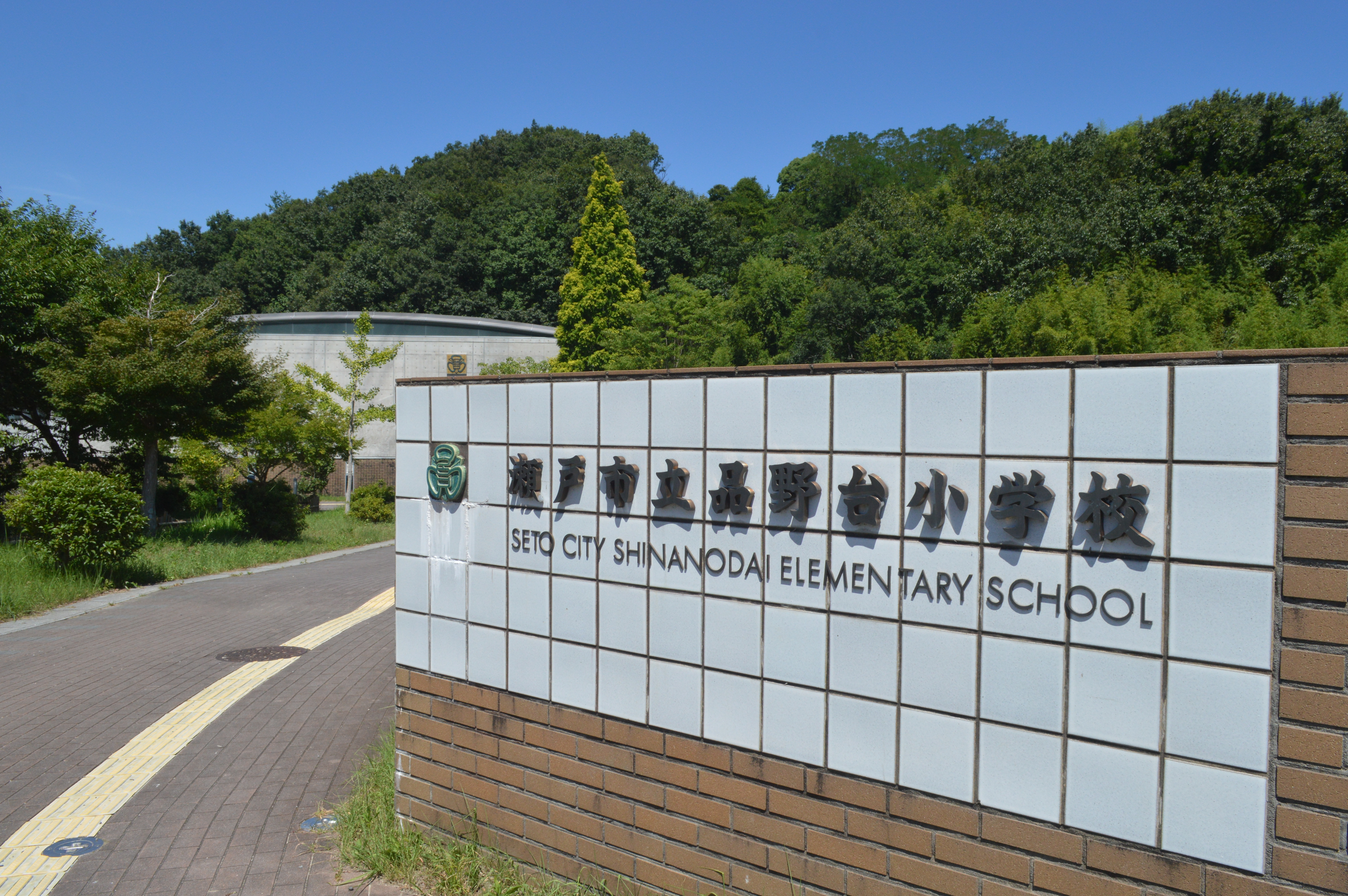
校門

東海環状自動車道の建設に伴い、1999年（平成11年）4月1日に高台の旧校舎から約200m南側の上品野町1234に移転した。
2005年（平成17年）には瀬戸市が隣接学校選択制を試行導入し、品野台小学校は市内全域から通学できる特認校となった。2006年10月7日には瀬戸市立図書館の「地域図書館」事業の第1号となり、学校図書室の市民への休日開放が開始された。土日祝日の開館中は司書が在館し、予約本の受け取りなども可能である。先進的な取り組みとして図書館界でも取り上げられている。
2007年度（平成19年度）の児童数は140人、2017年度（平成29年度）の児童数は84人だった。

## 特色
1999年（平成11年）4月に移転した現行校舎の設計は日建設計。文部科学省と経済産業省によるエコスクール事業のパイロットモデル校であり、公共建築協会による公共建築賞、日本建築家協会によるJIA環境建築賞、東海建築文化センターによる中部建築賞、愛知県による愛知まちなみ建築賞などを受賞している。このため、教育関係者や建築関係者が多数視察に訪れている。2010年（平成22年）には文部科学省が作成した先進的な校舎の事例集に取り上げられ、窓上部のひさしで日照量を調整する南向き教室が「まぶしくない暑くない教室」として紹介されている。
瀬戸市では初めて、教室や職員室に壁に仕切りがない「オープンスクール」が採用されている。学校内で必要な電力の約1/4をまかなう太陽光発電設備が設置されているほか、トイレの洗浄水に雨水を利用するなどの節水設備も設けられている。敷地内には70平方メートルの水田が設けられ、1999年度（平成11年度）から田植え体験などを行っている。敷地内には登り窯も設置され、瀬戸焼で知られる瀬戸市で唯一登り窯のある小学校である。毎年秋には児童が製作した皿や人形などが焼成される。

## 児童数の変遷
『愛知県小中学校誌』（2018年）によると、児童数の変遷は以下の通りである。
| 1975年（昭和50年） | 402人 |  |
| 1977年（昭和52年） | 411人 |  |
| 1987年（昭和62年） | 297人 |  |
| 1997年（平成9年）  | 206人 |  |
| 2007年（平成19年） | 140人 |  |
| 2017年（平成29年） | 84人  |  |